# Galanina
A galanina é um neuropeptídeo largamente distribuído nos sistemas nervosos central e periférico, presente de forma expressiva no proencéfalo de vários mamíferos. 

## Função
Modelos animais demonstraram o envolvimento da galanina nos processos de aprendizado, na reprodução e no comportamento alimentar. Está envolvida na modulação de inúmeros processos biológicos, tais como a nocicepção, a cognição e a secreção de hormônios e de neurotransmissores. A galanina tem ação inibitória sobre a secreção de insulina, acetilcolina, serotonina e de noradrenalina. Em ratos, a inibição da liberação de acetilcolina pela galanina no hipocampo ventral produz déficit de aprendizado e de memória. Estudos recentes têm sugerido a participação da galanina na fisiopatologia de algumas doenças neuropsiquiátricas, tais como a doença de Alzheimer, a esquizofrenia e a anorexia nervosa.